# 4 جمادى الآخرة
- السبت
- الأحد
- الاثنين
- الثلاثاء
- الأربعاء
- الخميس
- الجمعة

- 2830 نوفمبر 2024
- 291 ديسمبر 2024
- 12 ديسمبر 2024
- 23 ديسمبر 2024
- 34 ديسمبر 2024
- 45 ديسمبر 2024
- 56 ديسمبر 2024
- 67 ديسمبر 2024
- 78 ديسمبر 2024
- 89 ديسمبر 2024
- 910 ديسمبر 2024
- 1011 ديسمبر 2024
- 1112 ديسمبر 2024
- 1213 ديسمبر 2024
- 1314 ديسمبر 2024
- 1415 ديسمبر 2024
- 1516 ديسمبر 2024
- 1617 ديسمبر 2024
- 1718 ديسمبر 2024
- 1819 ديسمبر 2024
- 1920 ديسمبر 2024
- 2021 ديسمبر 2024
- 2122 ديسمبر 2024
- 2223 ديسمبر 2024
- 2324 ديسمبر 2024
- 2425 ديسمبر 2024
- 2526 ديسمبر 2024
- 2627 ديسمبر 2024
- 2728 ديسمبر 2024
- 2829 ديسمبر 2024
- 2930 ديسمبر 2024
- 3031 ديسمبر 2024
- 11 يناير 2025
- 22 يناير 2025
- 33 يناير 2025

4 جُمادى الآخرة أو 4 جُمادی‌ الثانية أو يوم 4 \ 6 (اليوم الرابع من الشهر السادس) هو اليوم الثاني والخمسون بعد المائة (152) من أيَّام السنة (أو الثالث والخمسون بعد المائة لو كان شهر ربيع الآخر مُتممًا لليوم الثلاثين أو الرابع والخمسون بعد المائة لو أتم كلاً من صفر وربيع الآخر ثلاثين يوماً) وفق التقويم الهجري القمري (العربي). يبقى بعده 202 أو 203 يومًا لانتهاء السنة.

## أحداث
- 885هـ - نجاح السلطان العثماني محمد الفاتح في فتح مدينة «أطرانط» الإيطالية، وكان في عزمه أن يتخذ من تلك المدينة قاعدةً للزحف منها شمالاً؛ حتى يصل إلى روما.
- 950هـ - الجيش العثماني يستعيد قلعة «أستولني - بلغراد» الاستراتيجية الحصينة بعد قتال وحصار استمر 15 يومًا مع الجيش الألماني.
- 1295هـ - الدولة العثمانية تتنازل لبريطانيا عن إدارة جزيرة قبرص.
- 1307هـ - افتتاح حديقة الحيوان بالجيزة بمصر.
- 1356هـ - اغتيال الفريق بكر صدقي، وهو أول عسكري تدخل في شؤون السياسة في العراق.
- 1357هـ -
  - بلغاريا توقع معاهدة عدم اعتداء مع اليونان ودول أخرى في أتفاق دول البلقان، «تركيا، رومانيا، يوغوسلافيا».
  - علماء الآثار يكتشفون في برسبوليس نقوش ولوحات من الذهب الفضة تعود للملك دارا الأول ملك الفرس.
- 1369هـ - البرلمان الأردني يصدر قرارًا بضم الضفة الغربية لمنطقة نهر الأردن.
- 1375هـ - إعدام زعيم منظمة فدائيو الإسلام الإيرانية مجتبى نواب صفوي رميًا بالرصاص بسبب معارضته لشاه إيران رضا بهلوي.
- 1376هـ - الرئيس الأمريكي دوايت أيزنهاور يعلن عن مشروعه لمقاومة الشيوعية في الشرق الأوسط والذي عرف باسم مبدأ أيزنهاور.
- 1377هـ - عقد مؤتمر التعاون الأفريقي / الآسيوي في القاهرة.
- 1382هـ - إقامة صلاة الجمعة في جامع كتشاوة بالجزائر، وكان خطيبها العالم الجزائري الشهير «البشير الإبراهيمي»، وكانت هذه هي الجمعة الأولى التي تقام في ذلك المسجد بعد مائة عام من تحويل الاحتلال الفرنسي هذا المسجد إلى كنيسة.
- 1385هـ - فشل الانقلاب الشيوعي في إندونيسيا ضد الرئيس «أحمد سوكارنو»، وأسفر هذا الانقلاب الفاشل عن سقوط أكثر من نصف مليون قتيل.
- 1400هـ - المغرب يشارك في يوروفيجن.
- 1425هـ - إصابة السياسي الفلسطيني نبيل عمرو بأعيرة نارية في ساقه من قبل ملثمين بالقرب من منزله.
- 1428هـ - تفجير سيارة مفخخة يدمر جدار جامع الخلاني الأثري في بغداد ويؤدي إلى مقتل حوالي 60 شخص وجرح 214 أخرى ن.
- 1437هـ -
  - مقتل 34 شخصًا على الأقل وجرح 125 آخرين في تفجير سيارة مفخخة وسط العاصة التركية أنقرة.
  - هجوم مسلح على شاطئ منتجع غراند بسام في ساحل العاج يسفر عن مقتل 16 شخص.
- 1445هـ - وفاة أمير دولة الكويت الشيخ نواف الأحمد الجابر الصباح، عن عمر ناهز السادسة والثمانين، وتولي الشيخ مشعل الأحمد الجابر الصباح خلفًا له.

## مواليد
- 555هـ - ابن الأثير الجزري، أحد كبار المؤرخين المسلمين.
- 1359هـ - محي الدين عبد المحسن، ممثل مصري.
- 1361هـ - روبير غانم، سياسي لبناني.
- 1378هـ - عزيزة جلال، مغنية مغربية.
- 1396هـ - زيد المولد، لاعب كرة قدم سعودي.
- 1407هـ - يوسف العربي، لاعب كرة قدم مغربي.
- 1409هـ -
  - نايف هزازي، لاعب كرة قدم سعودي.
  - ملك قورة، ممثلة مصرية.

## وفيات
- 636 هـ - ابن عسكر المالقي، عالم مسلم وكاتب عربي أندلسي.
- 1236 هـ - إبراهيم بن اليزيد، أمير علوي مغربي.
- 1334هـ - محمد سليم قصاب حسن، عالم أدبي وشاعر سوري.
- 1356هـ - بكر صدقي، عسكري عراقي.
- 1375هـ - مجتبى نواب صفوي، عالم شيعي وزعيم منظمة فدائيو الإسلام الإيرانية.
- 1403هـ - نصري شمس الدين، مطرب لبناني.
- 1419هـ - نجاح الموجي، ممثل مصري.
- 1435هـ - محمد قطب، كاتب مصري.
- 1436هـ - المنصف بن سالم، سياسي تونسي.
- 1445هـ - نواف الأحمد الجابر الصباح، أمير دولة الكويت السادس عشر.

## وصلات خارجية
- موقع قصة الإسلام: حدث في شهر جُمادى الآخرة.
- صحيفة اليوم: حدث في مثل هذا اليوم.